# اوربوتک
اوربوتک (انگلیسی: Orbotech) شرکت الکترونیک اسرائیلی است، که در سال ۱۹۸۱ تأسیس شد.